# Gualta
Gualta település Spanyolországban, Girona tartományban. Gualta Torroella de Montgrí, Fontanilles és Ullà községekkel határos. Lakosainak száma 419 fő (2024).

## Népesség
A település népessége az elmúlt években az alábbi módon változott:
| Lakosok száma | 187  | 484  | 407  | 307  | 290  | 330  | 380  | 362  | 397  | 419  |
|               | 1717 | 1887 | 1936 | 1960 | 1986 | 2004 | 2009 | 2014 | 2019 | 2024 |